# Morton, Mississippi
Morton là một thành phố thuộc quận Scott, tiểu bang Mississippi, Hoa Kỳ. Năm 2010, dân số của thành phố này là 3 462 người.

## Dân số
- Dân số năm 2000: 3 491 người.
- Dân số năm 2010: 3 462 người.